# KZ Schörzingen
Das Konzentrationslager Schörzingen, kurz KZ Schörzingen, war ein Außenlager des Konzentrationslagers Natzweiler-Struthof (als verwaltungsmäßigem Stammlager). Es befand sich bei Schörzingen im heutigen Zollernalbkreis und bestand von Januar 1944 bis April 1945.

## Geschichte
Am 30. Juli 1943 wurde die Gründung der Kohle-Öl-Union von Busse KG (KÖU) unter Beteiligung der Reichswerke Hermann Göring, Mannesmann Röhren Werke AG und der Arbeitsgemeinschaft der Kohlenstoffverbände beschlossen. Die KÖU begann in Holzheim versuchsweise und erfolglos mit der Untertageschwelung, einem Verfahren zur Destillation von Mineralöl aus Ölschiefer. Die KÖU verlagerte ihre Bemühungen deshalb nach Schörzingen, wo die Schiefervorkommen ergiebiger erschienen. Ende des Jahres 1943 beantragte die Betriebsleitung beim Wirtschafts- und Verwaltungshauptamt der SS die Bereitstellung von Häftlingen für die Untertagearbeit. Im Januar 1944 trafen erste Häftlinge aus dem KZ Natzweiler ein und errichteten ein Lager an der Straße nach Wilflingen. Der erste Versuch zur Ölgewinnung fand in Schörzingen im April 1944 erfolglos statt.
Die Versuchsanlage wurde dem im Juli 1944 beschlossenen Unternehmen Wüste angegliedert, das für die Wehrmacht am Albtrauf Treibstoff aus Ölschiefer gewinnen sollte. Im Herbst 1944 wurde das KZ deutlich erweitert, um Häftlinge unterzubringen, die im vier Kilometer entfernten Wüste Werk Nr. 10 (Zepfenhan) eingesetzt wurden. Die Zahl der Häftlinge in Schörzingen stieg dadurch bis November auf den Höchststand von 1.079 an. Mit dem Außenkommando Zepfenhan nahmen auch die Todesfälle deutlich zu. Bewacht wurden die Häftlinge von SS-Männern, Wachpersonal und Angehörigen der Organisation Todt, die für den Bau der Anlagen zuständig war.
Den beschwerlichen Weg zwischen Lager und Produktionsstätte, wo in den letzten Kriegsjahren KZ-Häftlinge beim sinnlosen Abbau von Ölschiefer geschunden und ermordet wurden, überlebten viele Häftlinge nicht. Die KZ-Häftlinge mussten, im Winter 1944/45 nur notdürftig bekleidet und lediglich mit Spaten ausgestattet, den Ölschiefer im Abbaugebiet mühevoll bergen und mit Karren in die Produktionsanlagen schaffen. Auf dem Gelände des ehemaligen Werkes in Zepfenhan befinden sich noch heute die Überreste der Produktionsanlage Wüste-10 des „Unternehmens Wüste“, die von Häftlingen selbst teils mit bloßen Händen errichtet werden mussten.
Anfang April 1945 begann die Räumung mit zwei Bahntransporten von mehreren hundert Häftlingen nach Dachau. Die restlichen „marschfähigen“ Häftlinge wurden in diversen Gruppen auf Todesmärschen ab dem 18. April in Richtung Bodensee getrieben und die Überlebenden wurden um den 22. April von französischen Truppen in der Umgebung von Ostrach befreit.
|           | bis August 44 | Sept 44 | Okt 44 | Nov 44 | Dez 44 | Jan 45 | Feb 45 | März 45 | Gesamt |
| Gestorben | 2             | 31      | 121    | 77     | 82     | 100    | 100    | 36      | 549    |

Die toten Häftlinge wurden bis Oktober 1944 im Krematorium Schwenningen verbrannt. Später verscharrte man Leichen in der Nähe des Lagers. Nach der Befreiung ließ die französische Militärregierung die Leichen durch deutsche Kriegsgefangene aus dem Lager Mühlau und später internierte Nationalsozialisten aus dem Lager Balingen exhumieren und auf dem neu eingerichteten KZ-Friedhof Schörzingen beisetzen.
Das Lager in Schörzingen wurde nach der Befreiung als ein Lager für Displaced Persons sowie später für deutsche Vertriebene und Flüchtlinge verwendet. Die Lagerbaracken wurden teilweise verkauft. Eine diente als katholische Notkirche von Frommern. Die Versuche zur Verschwelung von Ölschiefer wurden unter französischer Leitung erfolglos fortgeführt.

## Aufarbeitung

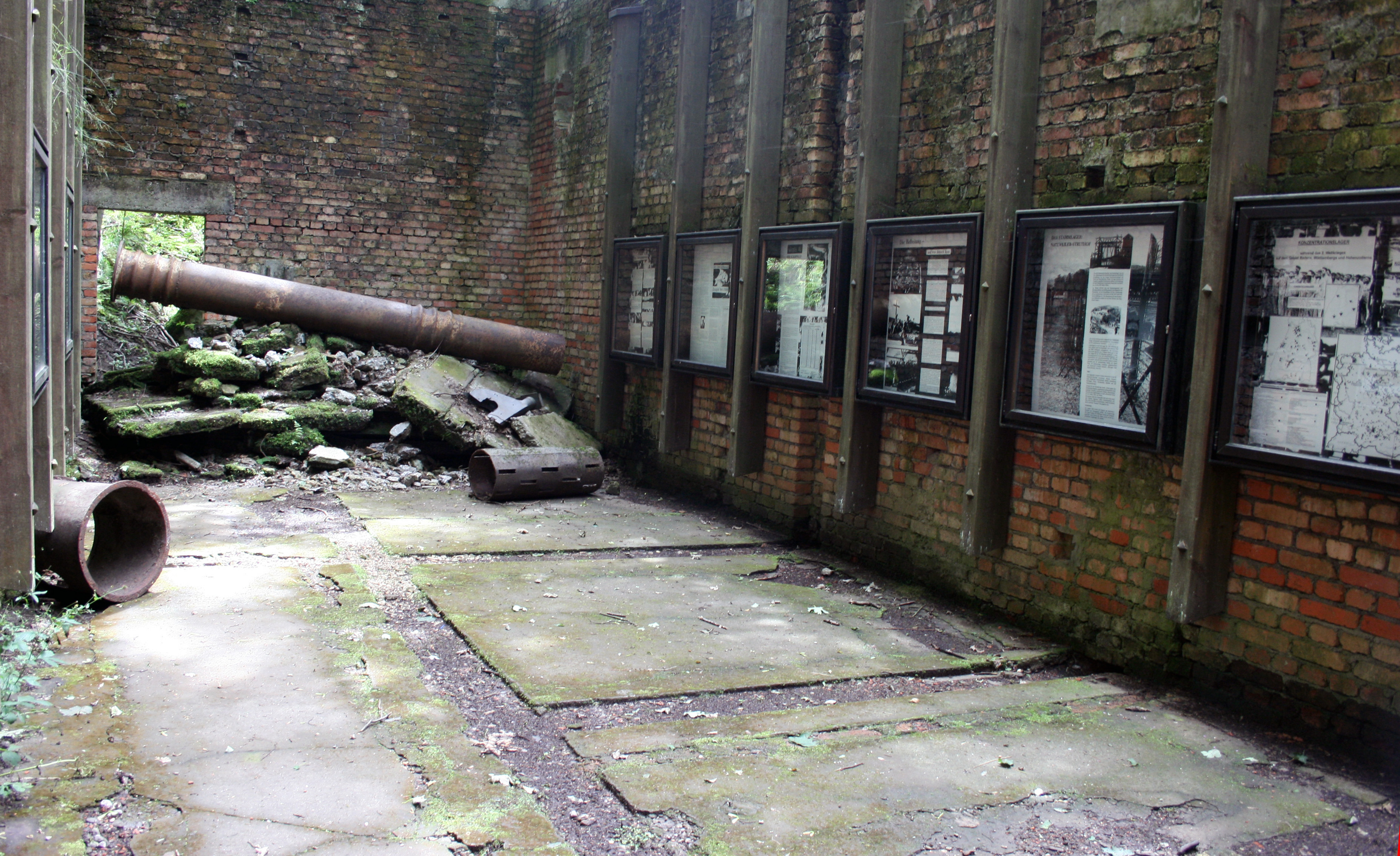
Gedenkstätte Eckerwald, 2007

Am 2. November 1946 wurde der KZ-Friedhof Schörzingen eingeweiht und 1947 wurde dort eine offene Kapelle – auch als Ehrenhalle bezeichnet – errichtet.
Am 27. Februar 1947 wurden die Urteile im Rastatter Prozess zum KZ Schörzingen verkündet: Todesurteil für Herbert Oehler (Lagerführer), Walter Telschow (Kapo), Johann Dornauer und Oskar Winterbauer (SS Sturmmänner und Blockführer); Lebenslängliche Haft mit Zwangsarbeit für Jakob Herrmann (SS-Hauptscharführer und Chef der Wachkompanie); Zehnjährige Haft mit Zwangsarbeit für Rolf Pfefferkorn, Jakob Link und Wolfgang Danek (SS-Wachposten) sowie Josef Patollo (Leiter des Außenkommandos Zepfenhan). Ein weiterer Haupttäter, Franz Johann Hofmann, wurde wegen Verbrechen in Dachau und Auschwitz zu lebenslanger Haft verurteilt.
Zur Mahnung und zum Gedenken der Opfer des Nationalsozialismus befindet sich in Schörzingen die Gedenkstätte Eckerwald mit Kapelle. Die Gedenkstätte beim KZ-Friedhof grenzt an das ehemalige Lagergelände an.